# Когда-то они были воинами (фильм)
«Когда-то они были воинами» (англ. Once Were Warriors) — фильм режиссёра Ли Тамахори. Экранизация произведения Элана Даффа.

## Сюжет
Место действия — Новая Зеландия. Рассказ о драме одной семьи, члены которой — потомки коренных жителей островов. Молодая жена, вышедшая замуж вопреки желанию родных, муж пьяница, который бьёт жену. Их жизнь изменяется, когда происходит трагедия.[какая?]

## В ролях
- Рина Оуэн
- Темуэра Моррисон

## Награды
- Картина получила приз на Венецианском кинофестивале (Приз картине конкурсной программы, ещё не выходившей в итальянский прокат (премия Anicaflash).
- Премия за женскую роль (Рина Оуэн) награда экуменического жюри и приз публики на Монреальском международном кинофестивале.
- 9 Новозеландских кинопризов — за фильм, режиссуру, сценарий, главную мужскую роль (Темуэра Моррисон), второплановую женскую роль (Мамаэнгароа Кёрр-Белл), роль молодого исполнителя (Таунгароа Эмиль), музыку, монтаж (Майкл Хортон) и звук (Кит Роллингз, Рэй Бентьес, Майкл Хеджис, Грэм Моррис), премия Австралийского киноинститута за лучший иностранный фильм, приз за женскую роль и особое упоминание критиков на международном кинофестивале в Порту в 1995 году, премия публики на международном кинофестивале в Роттердаме в 1995 году.